# Liste des députés des Côtes-d'Armor
Cet article dresse la liste des députés élus dans le département des Côtes-d'Armor, appelé Côtes-du-Nord jusqu’en 1990.

## Assemblée législative (1791-1792)
- Jean-Baptiste Digaultray
- René Joseph Morand
- Pierre Urvoi-Saint-Merel
- Jean-Marie Rivoalan
- Olivier Glais-Bizoin
- Yves Derrien
- Jean-Louis Bagot
- François Delaizire

## Convention nationale(1792-1795)
- Pierre Toudic
- Guillaume Julien Pierre Goudelin
- Pierre Guyomar
- Gabriel Hyacinthe Couppé
- Honoré Marie Fleury
- René-Charles Loncle des Aleux
- René Claude Gaultier
- Jean Jules Coupard
- Claude-Joseph Girault
- Julien-François Palasne de Champeaux

## Conseil des Cinq-Cents(1795-1799)
- Pierre Toudic
- Guillaume Julien Pierre Goudelin
- Guillaume Le Gorrec
- Jean-Baptiste Digaultray
- François Germain Pouhaër
- Nicolas Faisant
- Julien François Duval-Villebogard
- Jérôme Alexandre Guiot
- Charles Helo
- Antoine Vistorte
- Pierre Guyomar
- Gabriel Hyacinthe Couppé
- Honoré Marie Fleury
- René Claude Gaultier
- Jean-Baptiste Delaporte
- Julien Vincent Macaire de Rougemont
- Jean-Marie Rivoalan
- Jacques-Olivier Ribault
- Pierre François Guynot de Boismenu
- François Julien Limon
- Louis-Sébastien Mercier
- Toussaint-Marie Gautier-Lamotte

## Corps législatif(1800-1814)
- Charles Bernardin Beslay
- Joseph-Marie Gourlay
- Antoine Vistorte
- Gabriel Hyacinthe Couppé
- Jean André Valletaux
- Julien Vincent Macaire de Rougemont
- Toussaint Brelivet
- Mathieu Jean Lemée

## Chambre des députés des départements (1reRestauration)
- Charles Bernardin Beslay
- Joseph-Marie Gourlay

## Chambre des représentants (Cent-Jours)
- Nicolas Armez
- Charles Guillaume Hello
- Charles Bernardin Beslay
- Claude Jean-Marie Le Gorrec
- Pierre Louis Alexandre Carré
- Alain Tassel
- Olivier Rupérou
- Nicolas Faisant
- Louis-René-François Bienvenue

## Chambre des députés des départements (2eRestauration)

### Irelégislature(1815–1816)
- Claude Charles Rouxel
- Charles Bernardin Beslay
- Pierre Louis Alexandre Carré
- Louis René de Gouyon-Thaumatz
- Olivier Rupérou
- Charles Rolland Néel de La Vigne
- Jean-Marie de Gourlay

### IIelégislature(1816-1823)
- Joseph François René de Kergariou
- Louis-Toussaint de La Moussaye
- Jean-Baptiste Haouisée de La Villeaucomte
- Auguste de Saint-Aignan
- Athanase Conen de Saint-Luc
- Charles Bernardin Beslay
- Pierre Louis Alexandre Carré
- Olivier Rupérou
- Charles Rolland Néel de La Vigne

### IIIelégislature(1824-1827)
| Collège          | Identité                                | Etiquette | Informations |
| ---------------- | --------------------------------------- | --------- | ------------ |
| Dinan            | Louis-Toussaint de La Moussaye          |           |              |
| Guingamp-Loudéac | Amable de Quélen                        |           |              |
| Lannion          | François Louis Jean Rogon de Carcaradec |           |              |
| Saint-Brieuc     | François Félix Monjaret de Kerjégu      |           |              |
| Département      | Athanase Conen de Saint-Luc             |           |              |
| Département      | Joseph François René de Kergariou       |           |              |

### IVelégislature(1828-1830)
| Collège          | Identité                                | Etiquette | Informations |
| ---------------- | --------------------------------------- | --------- | ------------ |
| Dinan            | Jean-Baptiste Bizien du Lézard          |           |              |
| Guingamp-Loudéac | Amable de Quélen                        |           |              |
| Lannion          | François Louis Jean Rogon de Carcaradec |           |              |
| Saint-Brieuc     | François Félix Monjaret de Kerjégu      |           |              |
| Département      | Louis-Toussaint de La Moussaye          |           |              |
| Département      | Paul Frotier de Bagneux                 |           |              |

### Velégislature(23 juin 1830-28 juillet 1830)
| Identité                          | Etiquette | Informations |
| --------------------------------- | --------- | ------------ |
| Jean-Baptiste Bizien du Lézard    |           |              |
| Amable de Quélen                  |           |              |
| Louis Bernard de Rennes           |           |              |
| Charles Bernardin Beslay          |           |              |
| Jean-Baptiste Lecorgne de Bonabry |           |              |
| Paul Frotier de Bagneux           |           |              |

## Chambre des députés (Monarchie de Juillet)

### IreLégislature(1830-1831)
| Identité                          | Etiquette   | Informations                   |
| --------------------------------- | ----------- | ------------------------------ |
| Jean-Baptiste Bizien du Lézard    | Légitimiste |                                |
| Amable de Quélen                  | Légitimiste |                                |
| Louis Bernard de Rennes           |             |                                |
| Charles Bernardin Beslay          |             |                                |
| Jean-Baptiste Lecorgne de Bonabry | Légitimiste | Démissionnaire le 23 août 1830 |
| Paul Frotier de Bagneux           | Légitimiste | Démissionnaire le 23 septembre |
| Pierre-Marie Le Provost de Launay |             |                                |
| Gaspard Riollay                   |             |                                |

### IIeLégislature(1831-1834)
| Collège                 | Identité                          | Etiquette | Informations        |
| ----------------------- | --------------------------------- | --------- | ------------------- |
| Dinan                   | Charles Bernardin Beslay          |           |                     |
| Guingamp                | Yves Loyer                        |           | Décédé en fonctions |
| Guingamp                | Pierre-Marie Le Provost de Launay |           | Elu en 1832         |
| Lannion                 | Gaspard Riollay                   |           |                     |
| Loudéac                 | Alexandre Glais-Bizoin            |           |                     |
| Saint-Brieuc (ville)    | Pierre Le Tueux                   |           |                     |
| Saint-Brieuc (campagne) | Louis Bernard de Rennes           |           |                     |

### IIIeLégislature(1834-1837)
- Alexandre Glais-Bizoin
- Charles Louis Marie Armez
- Désiré Sauveur de La Chapelle
- Joseph de Saint-Pern-Couellan
- Pierre-Marie Le Provost de Launay
- Pierre Le Tueux

### IVeLégislature(1837-1839)
- Alexandre Glais-Bizoin
- Charles Louis Marie Armez
- Désiré Sauveur de La Chapelle
- Joseph de Saint-Pern-Couellan
- Pierre Le Tueux
- Auxonne Thiard de Bissy

### VeLégislature(1839-1842)
- Claude Jean-Marie Le Gorrec
- Alexandre Glais-Bizoin
- Charles Louis Marie Armez
- Pierre Le Tueux
- Yves Dutertre
- Auxonne Thiard de Bissy

### VIeLégislature(1842-1846)
- Claude Jean-Marie Le Gorrec
- Alexandre Glais-Bizoin
- Charles Louis Marie Armez
- Pierre Le Tueux
- Yves Dutertre
- Auxonne Thiard de Bissy

### VIIeLégislature(17/08/1846-24/02/1848)
| Collège                 | Identité                      | Etiquette                    | Informations                                    |
| ----------------------- | ----------------------------- | ---------------------------- | ----------------------------------------------- |
| Dinan                   | Pierre Marie Brignon de Léhen | Légitimiste                  |                                                 |
| Guingamp                | Claude Jean-Marie Le Gorrec   | Constitutionnel              |                                                 |
| Lannion                 | Auxonne Thiard de Bissy       | Opposition libérale          |                                                 |
| Lannion                 | Yves Jean Tassel              | Extrême-gauche (républicain) | Elu à la suite d'une élection partielle en 1847 |
| Loudéac                 | Alexandre Glais-Bizoin        | Extrême-gauche (républicain) |                                                 |
| Saint-Brieuc (ville)    | Pierre Le Tueux               | Constitutionnel              |                                                 |
| Saint-Brieuc (campagne) | Charles Louis Marie Armez     | Constitutionnel              |                                                 |

## IIeRépublique
Élections au suffrage universel masculin à partir de 1848

### Assemblée nationale constituante (1848-1849)
| Identité                        | Etiquette   | Informations              |
| ------------------------------- | ----------- | ------------------------- |
| Louis-Adolphe Robin-Morhéry     |             |                           |
| Émile Toussaint Dépasse         | Républicain |                           |
| Yves Jean Tassel                |             |                           |
| Jean-Marie Loyer                |             |                           |
| Jean-Marie Le Dru               |             |                           |
| Claude Jean-Marie Le Gorrec     |             |                           |
| Alexandre Glais-Bizoin          | Républicain | Ancien député             |
| Louis Denis                     |             |                           |
| Pierre Perret (homme politique) |             |                           |
| Félix Carré                     | Républicain |                           |
| Désiré Michel                   |             |                           |
| Guillaume Racinet               |             |                           |
| Louis-Jean Marie                |             |                           |
| Henri de Treveneuc              | Légitimiste | Se rallie à la République |
| Jules Simon                     |             |                           |
| Jean-Marie Houvenagle           |             |                           |

### Assemblée nationale législative (1849-1851)
| Identité                          | Etiquette   | Informations                                             |
| --------------------------------- | ----------- | -------------------------------------------------------- |
| Henri de Treveneuc                | Légitimiste |                                                          |
| Émile Toussaint Dépasse           |             | Conseiller général de Lannion                            |
| Louis Paul Cavelier de Cuverville |             |                                                          |
| Théophile Bigrel                  |             |                                                          |
| Paul de Dieuleveult               |             | Conseil général du canton de Tréguier, maire de Tréguier |
| Louis Denis                       |             |                                                          |
| Claude Jean-Marie Le Gorrec       |             | Conseiller général de Pontrieux                          |
| Louis Thomas Leconte              |             |                                                          |
| Léonard Victor Charner            |             |                                                          |
| François Normand des Salles       | Légitimiste |                                                          |
| René de Botmiliau                 |             |                                                          |
| Jean-Baptiste Thieullen           |             |                                                          |
| Marie-Ange Rioust de Largentaye   | Légitimiste | Elu lors d'une élection partielle, maire de Guingamp     |

## Second Empire

### 1852-1857
- Jean-Baptiste Thieullen nommé sénateur en 1853, remplacé par Henri de Nompère de Champagny (1831-1885)
- Louis Thomas Leconte
- Claude Jean-Marie Le Gorrec
- Gustave Le Borgne de La Tour
- Théophile Bigrel remplacé en 1853 par Louis Paul Cavelier de Cuverville

### 1857-1863
- Henri de Nompère de Champagny (1831-1885)
- Claude Jean-Marie Le Gorrec
- Gustave Le Borgne de La Tour
- Louis Paul Cavelier de Cuverville

### 1863-1869
- Alexandre Glais-Bizoin
- Henri de Nompère de Champagny (1831-1885)
- Claude Jean-Marie Le Gorrec décédé en 1868, remplacé par François Le Calvez
- Gustave Le Borgne de La Tour
- Charles Alfred de Janzé

### 1869-1870
- Joseph Édouard de La Motte-Rouge
- Henri de Nompère de Champagny (1831-1885)
- François Le Calvez
- Gustave Le Borgne de La Tour
- Ernest Louis Carré-Kérisouet

## Troisième République

### 1871-1876
- Henri Chrestien de Treveneuc, Centre droit
- Émile Toussaint Dépasse, Centre droit
- Hervé de Saisy de Kerampuil, Droite, élu sénateur le 15 décembre 1875
- Henri de Nompère de Champagny, Union des droites
- Ernest Louis Carré-Kérisouet, Centre gauche
- Henri Pierre Flaud, Centre droit, décédé le 13 août 1874
- Jean-Marie Allenou, Centre droit
- Hippolyte-Louis de Lorgeril, Extrême-droite
- Charles Rioust de Largentaye, Union des droites
- Hyacinthe de Bois-Boissel, Union des droites
- Ludovic de Foucaud, Union des droites, décédé le 8 janvier 1872
- Charles Huon de Penanster, Centre droit
- Charles Alfred de Janzé, Centre gauche
- Mathurin Le Gal Lasalle, Centre gauche, élu le 11 février 1872
- Jules de Monjaret de Kerjegu, Extrême-droite, élu le 21 février 1875

### 1876-1877
| Circonscription | Identité                                | Etiquette/groupe politique | Informations |
| --------------- | --------------------------------------- | -------------------------- | --- |
| Dinan 1         | Jean-Joseph Even                        | Centre-gauche              | |
| Dinan 2         | Charles Rioust de Largentaye            | Légitimiste                | Conseiller général du canton de Plancoët, maire de Saint-Lormel,                                                                                         |
| Guingamp 1      | Charles-Marie de Faucigny-Lucinge       | Légitimiste                | Conseiller général du canton de Belle-Isle-en-Terre, maire de Loc-Envel, invalidé                                                                        |
| Guingamp 1      | Jean-François Huon                      | Gauche républicaine        | Ancien sous-préfet de Guingamp (1871), conseiller général du canton de Guingamp (1871-1879), maire de Guingamp (1871-1879), élu après un nouveau scrutin |
| Guingamp 2      | Charles-Marie-Michel de Goyon de Feltre | Bonapartiste               | Conseiller général du canton de Bourbriac |
| Lannion 1       | Charles Huon de Penanster               | Conservateur               | Conseiller général du canton de Plestin-les-Grèves |
| Lannion 2       | Louis Le Provost de Launay              | Bonapartiste               | Juriste, conseiller général du canton de Tréguier (1871-1889).                                                                                           |
| Loudéac         | Jean-Baptiste Veillet-Dufrêche          | Conservateur               | |
| Loudéac         | Ernest Louis Carré-Kérisouet            | Centre-gauche              | |
| Saint-Brieuc 1  | Louis Armez                             | Centre-gauche              | Conseiller général du canton de Paimpol (1870-1917), maire de Plourivo (1871-1917)                                                                       |
| Saint-Brieuc 2  | Louis-Alphonse de Gouzillon de Bélizal  | Légitimiste                | |

### 1877-1881
- Jean Garnier-Bodéléac invalidé, remplacé par Louis Armez
- Louis-Alphonse de Gouzillon de Bélizal
- Jérôme-Paul de Nompère de Champagny invalidé, remplacé par Jean-Joseph Even
- Charles Rioust de Largentaye
- Charles-Marie de Faucigny-Lucinge invalidé, remplacé par Jean-François Huon décédé en 1879, remplacé par Auguste Ollivier
- Charles-Marie-Michel de Goyon
- Charles Huon de Penanster
- Louis Le Provost de Launay
- Jean-Baptiste Veillet-Dufrêche invalidé, remplacé par Charles Alfred de Janzé

### 1881-1885
- Louis Armez
- Louis-Alphonse de Gouzillon de Bélizal
- Charles Rioust de Largentaye décédé en 1883, remplacé par Frédéric Rioust de Largentaye
- Marin Dagorne invalidé, remplacé par Jean-Joseph Even, décédé en 1882, remplacé par Joseph Deroyer
- Auguste Ollivier
- Charles-Marie-Michel de Goyon
- Jacques Michel Even
- Louis Le Provost de Launay
- Augustin Boscher-Delangle invalidé, remplacé par Charles Alfred de Janzé

### 1885-1889
| Identité                               | Liste             | Etiquette    | Informations                                                          |
| -------------------------------------- | ----------------- | ------------ | --------------------------------------------------------------------- |
| Louis Le Provost de Launay             | Union des Droites | Bonapartiste | Maire de Penvénan, conseiller général du canton de Tréguier           |
| Auguste Ollivier                       | Union des Droites | Conservateur | Maire de Guingamp, conseiller général du canton de Guingamp           |
| Joseph Laurent Hillion                 | Union des Droites | Conservateur | Maire de Bourbriac                                                    |
| Frédéric Rioust de Largentaye          | Union des Droites | Monarchiste  | Conseiller général du canton de Plancoët, maire de Saint-Lormel,      |
| Charles Marie de Kergariou             | Union des Droites | Monarchiste  |                                                                       |
| Louis-Alphonse de Gouzillon de Bélizal | Union des Droites | Monarchiste  |                                                                       |
| Jean Garnier-Bodéléac                  | Union des Droites | Bonapartiste | Maire de Quintin, conseiller d'arrondissement du canton de Quintin    |
| Augustin Boscher-Delangle              | Union des Droites | Monarchiste  |                                                                       |
| Charles Larère                         | Union des Droites | Conservateur |                                                                       |
| René Le Cerf                           | Union des Droites | Conservateur | Elu en 1888 en remplacement d'Auguste Ollivier, élu sénateur.         |
| Charles de La Noue                     | Union des Droites | Monarchiste  | Elu en 1888 en remplacement de Louis de Gouzillon de Bélizal, décédé. |

Note : les élections de 1885 et de 1888 ont eu lieu au scrutin de liste départementale.

### 1889-1893
| Circonscription | Identité                      | Etiquette                | Informations                                                                                   |
| --------------- | ----------------------------- | ------------------------ | ---------------------------------------------------------------------------------------------- |
| Dinan 1         | Albert Jacquemin              | Républicain libéral      |                                                                                                |
| Dinan 2         | Frédéric Rioust de Largentaye | Légitimiste              | Conseiller général du canton de Plancoët, maire de Saint-Lormel,                               |
| Guingamp 1      | Aimery de Goyon               | Conservateur/Boulangiste |                                                                                                |
| Guingamp 2      | Charles de Boisboissel        | Légitimiste              | Conseiller général du canton de St-Nicolas-du-Pélem, maire de St-Nicolas-du-Pélem              |
| Lannion 1       | Charles Marie de Kergariou    | Légitimiste              | Conseiller général du canton de Lannion, conseiller municipal de Lannion                       |
| Lannion 2       | Louis Le Provost de Launay    | Bonapartiste             | Licencié en droit, conseiller général du canton de Tréguier                                    |
| Loudéac         | René Le Cerf                  | Conservateur             | Conseiller général du canton de Mûr, maire de Mûr                                              |
| Saint-Brieuc 1  | Louis Armez                   | Républicain              | Ingénieur des Arts et Manufactures, conseiller général du canton de Paimpol, maire de Plourivo |
| Saint-Brieuc 2  | Charles de La Noue            | Légitimiste              |                                                                                                |

Source : journal Le Temps du 24 septembre et du 8 octobre 1889 sur Gallica,.

### 1893-1898
- Dinan-1 : Albert Jacquemin, Républicain Libéral
- Dinan-2 : Frédéric Rioust de Largentaye, Droite
- Guingamp-1 : Robert de Treveneuc, Droite
- Guingamp-2 : Pierre Marie Le Moign, Républicain
- Lannion-1 : Charles Marie de Kergariou, Droite, décédé en 1897, remplacé par Henri Derrien, Droite
- Lannion-2 : Paul Le Troadec, Républicain
- Loudéac : René Le Cerf, Droite
- Saint-Brieuc-1 : Louis Armez, Républicain
- Saint-Brieuc-2 : Charles de La Noue, Droite

Source : journal Le Temps du 22 août et du 5 septembre 1893 sur Gallica,.

### 1898-1902
| Circonscription | Identité                      | Etiquette                 | Informations diverses                                                                          |
| --------------- | ----------------------------- | ------------------------- | ---------------------------------------------------------------------------------------------- |
| Dinan 1         | Albert Jacquemin              | Républicain libéral       | Conseiller municipal de Dinan                                                                  |
| Dinan 2         | Frédéric Rioust de Largentaye | Conservateur, Monarchiste | Conseiller général du canton de Plancoët, maire de Saint-Lormel,                               |
| Guingamp 1      | Yves Riou                     | Républicain modéré        | Conseiller général du canton de Guingamp, maire de Guingamp (1884-1902).                       |
| Guingamp 2      | Frédéric de Kerouartz         | Conservateur, Monarchiste | Président du comice agricole du canton de Callac                                               |
| Lannion 1       | Henri Derrien                 | Conservateur, Monarchiste | Avocat à Lannion                                                                               |
| Lannion 2       | Paul Le Troadec               | Républicain               | Conseiller général du canton de Lézardrieux, maire de Lézardrieux                              |
| Loudéac         | Eugène Mando                  | Républicain catholique    | Conseiller général du canton de Plouguenast                                                    |
| Saint-Brieuc 1  | Louis Armez                   | Républicain modéré        | Ingénieur des Arts et Manufactures, conseiller général du canton de Paimpol, maire de Plourivo |
| Saint-Brieuc 2  | Ambroise Philippe             | Républicain modéré        | Conseiller municipal de Quintin                                                                |

Source : journal Le Temps du 10 mai et du 24 mai 1898 sur Gallica,.

### 1902-1906
| Circonscription | Identité                        | Etiquette                    | Informations                                                                                   |
| --------------- | ------------------------------- | ---------------------------- | ---------------------------------------------------------------------------------------------- |
| Dinan 1         | Albert Jacquemin décédé en 1902 | Républicain Libéral          |                                                                                                |
| Dinan 1         | Charles Baudet                  | Républicain- Gauche radicale |                                                                                                |
| Dinan 2         | Frédéric Rioust de Largentaye   | Conservateur                 | Conseiller général du canton de Plancoët, maire de Saint-Lormel,                               |
| Guingamp 1      | Louis-Marie Rolland du Roscoat  | ALP - Conservateur           | Maire de Coadout, conseiller général du canton de Bourbriac                                    |
| Guingamp 2      | Louis Félix Ollivier            | ALP - Conservateur           |                                                                                                |
| Lannion 1       | Henri Derrien décédé en 1903    | Conservateur                 |                                                                                                |
| Lannion 1       | Raymond Le Peletier de Rosanbo  | Conservateur                 |                                                                                                |
| Lannion 2       | Paul Le Troadec                 | Radical                      | Conseiller général du canton de Lézardrieux, maire de Lézardrieux                              |
| Loudéac         | Eugène Mando                    | Républicain                  |                                                                                                |
| Saint-Brieuc 1  | Louis Armez                     | Républicain modéré           | Ingénieur des Arts et Manufactures, conseiller général du canton de Paimpol, maire de Plourivo |
| Saint-Brieuc 2  | Guillaume Limon                 | ALP - Conservateur           | Cultivateur, conseiller général du canton de Quintin, maire de St-Brandan                      |

Source : journal Le Temps du 29 avril et du 13 mai 1902 sur Gallica,.

### 1906-1910
| Circonscription | Identité                       | Etiquette                         | Informations                                                                                   |
| --------------- | ------------------------------ | --------------------------------- | ---------------------------------------------------------------------------------------------- |
| Dinan 1         | Charles Baudet                 | Radical                           |                                                                                                |
| Dinan 2         | Frédéric Rioust de Largentaye  | Monarchiste                       | Conseiller général du canton de Plancoët, maire de Saint-Lormel,                               |
| Guingamp 1      | Gustave de Kerguezec           | Républicain (Gauche démocratique) | Licencié en droit, conseiller général du canton de Tréguier                                    |
| Guingamp 2      | Louis Félix Ollivier           | Républicain (Action Libérale)     |                                                                                                |
| Lannion 1       | Raymond Le Peletier de Rosanbo | Monarchiste                       |                                                                                                |
| Lannion 2       | Paul Le Troadec                | Républicain (Gauche Radicale)     | Conseiller général du canton de Lézardrieux, maire de Lézardrieux                              |
| Loudéac         | Eugène Mando                   | Républicain Progressiste          |                                                                                                |
| Saint-Brieuc 1  | Louis Armez                    | Républicain (Union démocratique   | Ingénieur des Arts et Manufactures, conseiller général du canton de Paimpol, maire de Plourivo |
| Saint-Brieuc 2  | Guillaume Limon                | Droite (Action Libérale)          | Cultivateur, conseiller général du canton de Quintin, maire de St-Brandan                      |

Sources : Journal Le Temps du 6 et du 22 mai 1906 sur Gallica - ,.

### 1910-1914
| Circonscription | Identité                                    | Etiquette              | Informations                                                                                   |
| --------------- | ------------------------------------------- | ---------------------- | ---------------------------------------------------------------------------------------------- |
| Dinan 1         | Charles Baudet                              | Gauche radicale        |                                                                                                |
| Dinan 2         | Louis de Chappedelaine                      | Action libérale        | Avocat, conseiller général du canton de Jugon-les-Lacs, maire de Plénée-Jugon                  |
| Guingamp 1      | Gustave de Kerguezec                        | Républicain-Socialiste | Licencié en droit, conseiller général du canton de Tréguier                                    |
| Guingamp 2      | Louis Turmel                                | Radical socialiste     | Conseiller général du canton de Loudéac, maire de Loudéac                                      |
| Lannion 1       | Pierre Even                                 | Républicain-socialiste | Conseiller général du canton de Plouaret, maire de Vieux-Marché                                |
| Lannion 2       | Paul Le Troadec                             | Gauche radicale        | Conseiller général du canton de Lézardrieux, maire de Lézardrieux                              |
| Loudéac         | Eugène Mando                                | Gauche démocratique    |                                                                                                |
| Saint-Brieuc 1  | Louis Armez                                 | Gauche radicale        | Ingénieur des Arts et Manufactures, conseiller général du canton de Paimpol, maire de Plourivo |
| Saint-Brieuc 2  | Guillaume Limon élu sénateur en 1913,       | Action libérale        | Cultivateur, conseiller général du canton de Quintin, maire de St-Brandan                      |
| Saint-Brieuc 2  | Charles Meunier-Surcouf (élu le 4 mai 1913) | Non-inscrit            |                                                                                                |

Sources : Journal Le Temps du 24 avril et du 8 mai 1910 sur Gallica - ,.

### 1914-1919
| Circonscription | Identité                                                | Etiquette                      | Informations                                                                                                   |
| --------------- | ------------------------------------------------------- | ------------------------------ | --- |
| Dinan 1         | Charles Baudet                                          | Radical socialiste             | |
| Dinan 2         | Louis de Chappedelaine                                  | non-inscrit (Libéral)          | Avocat, conseiller général du canton de Jugon-les-Lacs, maire de Plénée-Jugon                                  |
| Guingamp 1      | Gustave de Kerguezec                                    | Républicain socialiste         | Licencié en droit, conseiller général du canton de Tréguier                                                    |
| Guingamp 2      | Louis Turmel                                            | Radical socialiste             | |
| Lannion 1       | Pierre Even                                             | Républicain socialiste         | Médecin, conseiller général du canton de Plouaret, maire du Vieux-Marché                                       |
| Lannion 2       | Paul Le Troadec                                         | Gauche radicale                | Conseiller général du canton de Lézardrieux, maire de Lézardrieux                                              |
| Loudéac         | Eugène Mando                                            | Républicain de gauche (modéré) | |
| Saint-Brieuc 1  | Louis Armez (décédé le 18 septembre 1917, non remplacé) | Gauche radicale                | Ingénieur des Arts et Manufactures, conseiller général du canton de Paimpol, maire de Plourivo, décédé en 1917 |
| Saint-Brieuc 2  | Charles Meunier-Surcouf                                 | Non-inscrit (Libéral)          | |

Sources : Journal Le Temps du 28 avril et du 12 mai 1914 sur Gallica - ,.

### 1919-1924
Les élections législatives de 1919 se déroulent selon la loi du 12 juillet 1919. Le scrutin a lieu à la proportionnelle. Les huit députés élus et leurs remplaçants sont :
| Identité                      | Liste                          | Groupe                            | Informations |
| ----------------------------- | ------------------------------ | --------------------------------- | --- |
| Paul Le Troadec               | Union républicaine             | Gauche républicaine démocratique  | Conseiller général du canton de Lézardrieux, maire de Lézardrieux, élu sénateur en 1920                                                   |
| Gustave de Kerguezec          | Union républicaine             | Républicain Socialiste            | Licencié en droit, conseiller général du canton de Tréguier, maire de Plougrescant, élu sénateur en 1921                                  |
| Eugène Mando                  | Union républicaine             | Républicain de gauche (modéré)    | Elu sénateur en 1921 |
| Henri Servain                 | Union républicaine             | Gauche républicaine démocratique  | Conseiller général, maire de Saint-Brieuc Elu sénateur en 1921                                                                            |
| Charles Baudet                | Union républicaine             | Gauche républicaine démocratique  | Président du Conseil général, maire de Caulnes Elu sénateur en 1921                                                                       |
| Pierre Even                   | Union républicaine             | Républicain socialiste            | Médecin, conseiller général du canton de Plouaret, maire du Vieux-Marché                                                                  |
| Henri Avril                   | Union républicaine             | Action républicaine et sociale    | Professeur d'École normale, ancien combattant                                                                                             |
| Louis de Chappedelaine        | Union républicaine             | Radical indépendant - Non-inscrit | Avocat, conseiller général du canton de Jugon-les-Lacs, maire de Plénée-Jugon                                                             |
| Yves Le Trocquer              | Union républicaine             | Républicain de gauche (modéré)    | Ingénieur des Ponts-et-Chaussées, conseiller général du canton de Pontrieux, maire de Pontrieux, ministre des Travaux Publics (1920-1924) |
|                               |                                |                                   | |
| Eugène Cuven                  | Représentation professionnelle | Républicain de gauche (modéré)    | Conseiller général du canton de Corlay, maire de Saint-Mayeux Élu le 01/05/1921 - Décédé le 07/09/1922, non remplacé                      |
| Hervé de Keranflec'h-Kernezné | Représentation professionnelle | Entente républicaine démocratique | Conseiller général, maire de Saint-Gilles-Vieux-Marché, Sénateur de 1912 à 1921 Élu le 01/05/1921                                         |
| Yves-Marie Le Gallou          | Représentation professionnelle | Républicain de gauche (modéré)    | Conseiller d'arrondissement du canton de Pontrieux, maire de Ploëzal Élu le 01/05/1921                                                    |
| Victor Le Guen                | Représentation professionnelle | Entente républicaine démocratique | Conseiller général, conseiller municipal de Saint-Brieuc Élu le 01/05/1921                                                                |
| Yves-Marie Thomas             | Représentation professionnelle |                                   | Armateur à Saint-Brieuc Élu le 01/05/1921                                                                                                 |

Source : Barodet sur le site de l'Assemblée Nationale - https://bibnum.sciencespo.fr/s/catalogue/ark:/46513/sc16m2kz#?c=&m=&s=&cv=

### 1924-1928
Les élections législatives de 1924 furent organisées au scrutin proportionnel de liste. Elles marquèrent au niveau national national la victoire du "Cartel des gauches".
Elles déroulèrent selon la loi du 12 juillet 1919. Le scrutin a lieu à la proportionnelle. Les huit députés élus sont, par ordre alphabétique :
| Identité                  | Liste                                  | Etiquette - Groupe                     | Informations |
| ------------------------- | -------------------------------------- | -------------------------------------- | --- |
| Louis de Chappedelaine    | Union républicaine et nationale        | Radical indépendant - Gauche radicale  | Avocat, conseiller général du canton de Jugon-les-Lacs, maire de Plénée-Jugon                                                                    |
| Jean Épivent              | Républicaine nationale de protestation | Union républicaine démocratique        | Cultivateur, adjoint au maire de Pordic |
| François Le Friec         | Union républicaine et nationale        | Gauche républicaine démocratique       | Inspecteur honoraire des PTT, conseiller municipal de Paimpol                                                                                    |
| Yves-Marie Le Gallou      | Union républicaine et nationale        | Républicains de gauche (modéré)        | Conseiller d'arrondissement du canton de Pontrieux, maire de Ploëzal                                                                             |
| Victor Le Guen            | Républicaine nationale de protestation | Union républicaine démocratique        | Architecte, conseiller général de Saint-Brieuc                                                                                                   |
| Yves Le Trocquer          | Union républicaine et nationale        | ARD - Gauche républicaine démocratique | Ingénieur des Ponts-et-Chaussées, conseiller général du canton de Pontrieux, maire de Pontrieux, ancien ministre des Travaux Publics (1920-1924) |
| Pierre-François Sérandour | Union républicaine et nationale        | Gauche républicaine démocratique       | Agriculteur, conseiller général, maire de Corlay                                                                                                 |
| Armand Waron              | Union républicaine et nationale        | Gauche républicaine démocratique       | Opticien, maire de Saint-Brieuc |

Source : Barodet sur le site de l'Assemblée Nationale - https://bibnum.sciencespo.fr/s/catalogue/ark:/46513/sc16m1m0#?c=&m=&s=&cv=

### 1928-1932
| Circonscription | Identité                              | Groupe                          | Informations |
| --------------- | ------------------------------------- | ------------------------------- | --- |
| Dinan 1         | Michel Geistdoerfer                   | Radical-socialiste              | Conseiller général, maire de Dinan |
| Dinan 2         | Louis de Chappedelaine                | Gauche radicale                 | Avocat, conseiller général du canton de Jugon-les-Lacs, maire de Plénée-Jugon, ministre de la Marine marchande (1931-1932), ministre des Colonies (1932)               |
| Guingamp 1      | André Lorgeré                         | Radical-socialiste              | Avocat, conseiller général du canton de Guingamp, maire de Guingamp |
| Guingamp 2      | Yves Le Trocquer élu sénateur en 1930 | Gauche radicale                 | Ingénieur des Ponts-et-Chaussées, conseiller général du canton de Pontrieux, maire de Pontrieux, ancien ministre des Travaux Publics (1920-1924), élu sénateur en 1930 |
| Guingamp 2      | Oswen de Kerouartz                    | URD                             | Elu le 13 avril 1930 |
| Lannion         | Pierre Even                           | Radical-socialiste              | Médecin, conseiller général du canton de Plouaret, maire du Vieux-Marché, élu sénateur en 1930                                                                         |
| Lannion         | Yves Le Cozannet                      | Républicain Indépendant         | Cultivateur, maire de Minihy-Tréguier, élu le 13 avril 1930 |
| Loudéac         | Henri Le Vézouët                      | Gauche radicale                 | Vétérinaire, conseiller général du canton de Loudéac |
| Saint-Brieuc 1  | Jean Laurent                          | Gauche radicale                 | Conseiller général, maire d'Yvias |
| Saint-Brieuc 2  | Victor Le Guen                        | Union républicaine démocratique | Conseiller général de Saint-Brieuc |

Source : Élections législatives 22-29 avril 1928 de Georges Lachapelle - https://gallica.bnf.fr/ark:/12148/bpt6k320439r.texteImage#

### 1932-1936
| Circonscription | Identité               | Etiquette / Groupe                                    | Informations |
| --------------- | ---------------------- | ----------------------------------------------------- | --- |
| Dinan 1         | Michel Geistdoerfer    | Radical-socialiste                                    | |
| Dinan 2         | Louis de Chappedelaine | Gauche radicale                                       | Avocat, conseiller général du canton de Jugon-les-Lacs, maire de Plénée-Jugon, ministre de la Marine marchande (1931-1932 ; 1936), ministre des Colonies (1932), ministre de la Marine militaire (1934) |
| Guingamp 1      | André Lorgeré          | Radical-socialiste                                    | Avocat, conseiller général du canton de Guingamp, maire de Guingamp |
| Guingamp 2      | Oswen de Kerouartz     | Indépendants d'action économique, sociale et paysanne | Maire de Bulat-Pestivien et conseiller général du Canton de Callac à partir de 1935 |
| Lannion         | Yves Le Gac            | Radical-socialiste                                    | Maire de Tonquédec |
| Loudéac         | Henri Le Vézouët       | Gauche radicale                                       | |
| Saint-Brieuc 1  | Pierre Michel          | Gauche radicale                                       | Cultivateur, conseiller général du canton de Saint-Brieuc Nord, maire de Trémuson |
| Saint-Brieuc 2  | André Cornu            | Radical-socialiste                                    | |

### 1936-1940
| Circonscription | Identité               | Etiquette          | Informations |
| --------------- | ---------------------- | ------------------ | --- |
| Dinan 1         | Michel Geistdoerfer    | Radical-socialiste | |
| Dinan 2         | Louis de Chappedelaine | Rad.ind            | Avocat, conseiller général du canton de Jugon-les-Lacs, maire de Plénée-Jugon, ministre de la Marine marchande (1931-1932 ; 1936 ; 1938-1939), ministre des Colonies (1932), ministre de la Marine militaire (1934) |
| Guingamp 1      | Yves Hervé             | URD                | Cultivateur, conseiller d'arrondissement puis conseiller général du canton de Pontrieux (1939), maire de Ploëzal |
| Guingamp 2      | Pierre Sérandour       | Radical-Socialiste | |
| Lannion         | Philippe Le Maux       | SFIO               | |
| Loudéac         | Paul Morane            | RIAS               | |
| Saint-Brieuc 1  | Pierre Michel          | Radical-socialiste | Cultivateur, conseiller général du canton de Saint-Brieuc Nord, maire de Trémuson, élu sénateur en 1939 |
| Saint-Brieuc 1  | François Auffray       | Radical-socialiste | Cultivateur, conseiller d'arrondissement du canton de Châtelaudren, maire de Plélo |
| Saint-Brieuc 2  | Alfred Duault          | PDP                | |

## Gouvernement provisoire de la République française
Les deux élections législatives organisées pendant le gouvernement provisoire de la République française se déroulent sous forme de scrutin proportionnel plurinominal par département. Dans les Côtes-du-Nord, sept députés sont élus ; il n’y a pas de suppléant.

### Assemblée nationale constituante de 1945(21 octobre 1945 - 2 juin 1946)
Les sept députés élus sont, par ordre alphabétique :
| Identité                 | Parti |
| ------------------------ | ----- |
| Henri Bouret             | MRP   |
| Guillaume Daniel         | PCF   |
| Marie-Madeleine Dienesch | MRP   |
| Marcel Hamon             | PCF   |
| Yves Henry               | SFIO  |
| Honoré Michard           | MRP   |
| René Pleven              | UDSR  |

### Assemblée nationale constituante de 1946(2 juin 1946 - 27 novembre 1946)
Les sept députés élus sont, par ordre alphabétique :
| Identité                 | Parti |
| ------------------------ | ----- |
| Henri Bouret             | MRP   |
| Guillaume Daniel         | PCF   |
| Marie-Madeleine Dienesch | MRP   |
| Marcel Hamon             | PCF   |
| Antoine Mazier           | SFIO  |
| Honoré Michard           | MRP   |
| René Pleven              | UDSR  |

## IVeRépublique
Sous la IVe République, les élections législatives se déroulent sous forme de scrutin proportionnel plurinominal par département. Dans les Côtes-du-Nord, sept députés sont élus ; il n’y a pas de suppléant.

### Irelégislature (1946 - 1951)
Les sept députés élus sont, par ordre alphabétique :
| Identité                                                                                 | Parti |
| ---------------------------------------------------------------------------------------- | ----- |
| Henri Bouret                                                                             | MRP   |
| Marie-Madeleine Dienesch                                                                 | MRP   |
| Marcel Hamon                                                                             | PCF   |
| Auguste Le Coënt jusqu’au 23 décembre 1946 À partir du 31 janvier 1947 : Hélène Le Jeune | PCF   |
| Antoine Mazier                                                                           | SFIO  |
| Constant Monjaret                                                                        | MRP   |
| René Pleven                                                                              | UDSR  |

### IIelégislature (1951 - 1955)
Les sept députés élus sont, par ordre alphabétique :
| Identité                 | Parti |
| ------------------------ | ----- |
| Pierre Bourdellès        | PRRRS |
| Henri Bouret             | MRP   |
| Marie-Madeleine Dienesch | MRP   |
| Yves Le Cozannet         | RI    |
| Antoine Mazier           | SFIO  |
| René Pleven              | UDSR  |
| Alexandre Thomas         | SFIO  |

### IIIelégislature (1956 - 1958)
Les sept députés élus sont, par ordre alphabétique :
| Identité                 | Parti |
| ------------------------ | ----- |
| Roger Bouret             | UDCA  |
| Marie-Madeleine Dienesch | MRP   |
| Pierre Guillou           | MRP   |
| Marcel Hamon             | PCF   |
| Guillaume Le Caroff      | PCF   |
| Antoine Mazier           | SFIO  |
| René Pleven              | UDSR  |

## Cinquième République

### Irelégislature(1958-1962)

Couleur politique des députés élus en 1958.

| Circonscription     | Identité                                       | Parti               | À partir du     | Jusqu'au       | Note |
| ------------------- | ---------------------------------------------- | ------------------- | --------------- | -------------- | ---- |
| 1re circonscription | Victor Rault suppléant :Louis Duchesne-Ferchal | MRP                 | 9 décembre 1958 | 9 octobre 1962 |      |
| 2e circonscription  | René Pleven suppléant : Ernest Rouxel          | Républicain d'union | 9 décembre 1958 | 9 octobre 1962 |      |
| 3e circonscription  | Marie-Madeleine Dienesch suppléant :           | MRP                 | 9 décembre 1958 | 9 octobre 1962 |      |
| 4e circonscription  | Alain Le Guen suppléant : François Lallour     | MRP                 | 9 décembre 1958 | 9 octobre 1962 |      |
| 5e circonscription  | Pierre Bourdellès suppléant : Yves Moreau      | CR                  | 9 décembre 1958 | 9 octobre 1962 |      |

### IIelégislature(1962-1967)

Couleur politique des députés élus en 1962.

| Circonscription     | Identité                                        | Parti               | À partir du     | Jusqu'au     | Note |
| ------------------- | ----------------------------------------------- | ------------------- | --------------- | ------------ | ---- |
| 1re circonscription | Robert Richet Suppléant : Georges Tessier       | UNR-UDT             | 6 décembre 1962 | 2 avril 1967 |      |
| 2e circonscription  | René Pleven Suppléant : Ernest Rouxel           | Républicain d'union | 6 décembre 1962 | 2 avril 1967 |      |
| 3e circonscription  | Marie-Madeleine Dienesch suppléant : André Glon | MRP                 | 6 décembre 1962 | 2 avril 1967 |      |
| 4e circonscription  | Alain Le Guen suppléant : François Lallour      | MRP                 | 6 décembre 1962 | 2 avril 1967 |      |
| 5e circonscription  | Pierre Bourdellès Suppléant : Yves Bourdonnec   | CR                  | 6 décembre 1962 | 2 avril 1967 |      |

### IIIelégislature(1967-1968)

Couleur politique des députés élus en 1967.

| Circonscription     | Identité                                      | Parti               | À partir du       | Jusqu'au        | Note             |
| ------------------- | --------------------------------------------- | ------------------- | ----------------- | --------------- | ---------------- |
| 1re circonscription | Yves Le Foll Suppléant : Pierre Lanoé         | PSU                 | 3 avril 1967      | 17 juillet 1967 | élection annulée |
| 1re circonscription | Yves Le Foll Suppléant : Pierre Lanoé         | PSU                 | 24 septembre 1967 | 30 mai 1968     |                  |
| 2e circonscription  | René Pleven Suppléant : Ernest Rouxel         | Républicain d'union | 3 avril 1967      | 30 mai 1968     |                  |
| 3e circonscription  | Marie-Madeleine Dienesch Suppléant :          | app.UDR             | 3 avril 1967      | 30 mai 1968     |                  |
| 4e circonscription  | Édouard Ollivro Suppléant : Jean Goubil       | CD                  | 3 avril 1967      | 30 mai 1968     |                  |
| 5e circonscription  | Pierre Bourdellès Suppléant : Yves Bourdonnec | CD                  | 3 avril 1967      | 30 mai 1968     |                  |

### IVelégislature(1968-1973)

Couleur politique des députés élus en 1968.

| Circonscription     | Identité                                        | Parti | À partir du     | Jusqu'au        | Note |
| ------------------- | ----------------------------------------------- | ----- | --------------- | --------------- | ---- |
| 1re circonscription | Arthur Charles Suppléant : Paul Lavollée        | DVD   | 11 juillet 1968 | 1er avril 1973  |      |
| 2e circonscription  | René Pleven                                     | PDM   | 11 juillet 1968 | 22 juillet 1969 | Gvt  |
| 2e circonscription  | Ernest Rouxel (suppléant)                       | PDM   | 23 juillet 1969 | 1er avril 1973  |      |
| 3e circonscription  | Marie-Madeleine Dienesch Suppléant : André Glon | UDR   | 11 juillet 1968 | 12 août 1968    | Gvt  |
| 3e circonscription  | André Glon                                      | UDR   | 13 août 1968    | 1er avril 1973  |      |
| 4e circonscription  | Édouard Ollivro Suppléant : Jean Goubil         | CD    | 11 juillet 1968 | 1er avril 1973  |      |
| 5e circonscription  | Pierre Bourdellès Suppléant : Yves Bourdonnec   | CD    | 11 juillet 1968 | 1er avril 1973  |      |

### Velégislature(1973-1978)

Couleur politique des députés élus en 1973.

| Circonscription     | Identité                                        | Parti   | À partir du  | Jusqu'au     | Note |
| ------------------- | ----------------------------------------------- | ------- | ------------ | ------------ | ---- |
| 1re circonscription | Yves Le Foll Suppléant : Eugène Guéno           | PSU     | 2 avril 1973 | 2 avril 1978 |      |
| 2e circonscription  | Charles Josselin Suppléant : René Régnault      | PS      | 2 avril 1973 | 2 avril 1978 |      |
| 3e circonscription  | Marie-Madeleine Dienesch Suppléant : André Glon | UDR     | 2 avril 1973 | 13 mai 1973  | Gvt  |
| 3e circonscription  | André Glon                                      | app.UDR | 14 mai 1973  | 2 avril 1978 |      |
| 4e circonscription  | Édouard Ollivro Suppléant : Jean Goubil         | CDP     | 2 avril 1973 | 2 avril 1978 |      |
| 5e circonscription  | Pierre Bourdellès Suppléant : Yves Bourdonnec   | CDP     | 2 avril 1973 | 2 avril 1978 |      |

### VIelégislature(1978-1981)

Couleur politique des députés élus en 1978.

| Circonscription     | Identité                                            | Parti | À partir du  | Jusqu'au    | Note |
| ------------------- | --------------------------------------------------- | ----- | ------------ | ----------- | ---- |
| 1re circonscription | Sébastien Couépel Suppléant : Pierre Écobichon      | UDF   | 3 avril 1978 | 22 mai 1981 |      |
| 2e circonscription  | René Benoit Suppléant : Henri Quinquenel            | UDF   | 3 avril 1978 | 22 mai 1981 |      |
| 3e circonscription  | Marie-Madeleine Dienesch Suppléant : Bernard Sohier | RPR   | 3 avril 1978 | 22 mai 1981 |      |
| 4e circonscription  | François Leizour Suppléant : Félix Leyzour          | PCF   | 3 avril 1978 | 22 mai 1981 |      |
| 5e circonscription  | Pierre Jagoret Suppléant : Jean-Yves Simon          | PS    | 3 avril 1978 | 22 mai 1981 |      |

### VIIelégislature(1981-1986)

Couleur politique des députés élus en 1981.

| Circonscription     | Identité                                   | Parti | À partir du      | Jusqu'au         | Note |
| ------------------- | ------------------------------------------ | ----- | ---------------- | ---------------- | ---- |
| 1re circonscription | Yves Dollo Suppléante : Anne-Marie Caradec | PS    | 2 juillet 1981   | 1er avril 1986   |      |
| 2e circonscription  | Charles Josselin Suppléant : Jean Gaubert  | PS    | 2 juillet 1981   | 15 décembre 1985 | Gvt  |
| 2e circonscription  | Jean Gaubert                               | PS    | 16 décembre 1985 | 1er avril 1986   |      |
| 3e circonscription  | Didier Chouat Suppléant : Ange Cadoret     | PS    | 2 juillet 1981   | 1er avril 1986   |      |
| 4e circonscription  | Maurice Briand Suppléant : Raymond Boizard | PS    | 2 juillet 1981   | 1er avril 1986   |      |
| 5e circonscription  | Pierre Jagoret Suppléant : Jean-Yves Simon | PS    | 2 juillet 1981   | 1er avril 1986   |      |

### VIIIelégislature(1986-1988)
5 députés élus à la proportionnelle:
- René Benoit (UDF)
- Didier Chouat (PS)
- Sébastien Couépel (UDF)
- Bertrand Cousin (RPR)
- Charles Josselin (PS)

### IXelégislature(1988-1993)

Couleur politique des députés élus en 1988.

| Circonscription     | Identité                                   | Parti | À partir du  | Jusqu'au       | Note |
| ------------------- | ------------------------------------------ | ----- | ------------ | -------------- | ---- |
| 1re circonscription | Yves Dollo Suppléante : Anne-Marie Caradec | PS    | 23 juin 1988 | 1er avril 1993 |      |
| 2e circonscription  | Charles Josselin                           | PS    | 23 juin 1988 | 4 mai 1992     | Gvt  |
| 2e circonscription  | Jean Gaubert (suppléant)                   | PS    | 5 mai 1992   | 1er avril 1993 |      |
| 3e circonscription  | Didier Chouat Suppléant : Claudy Lebreton  | PS    | 23 juin 1988 | 1er avril 1993 |      |
| 4e circonscription  | Maurice Briand Suppléant : René Quilliou   | PS    | 23 juin 1988 | 1er avril 1993 |      |
| 5e circonscription  | Pierre-Yvon Trémel Suppléant : Louis Conan | PS    | 23 juin 1988 | 1er avril 1993 |      |

### Xelégislature(1993-1997)

Couleur politique des députés élus en 1993.

| Circonscription     | Identité                                       | Parti   | À partir du  | Jusqu'au      | Note |
| ------------------- | ---------------------------------------------- | ------- | ------------ | ------------- | ---- |
| 1re circonscription | Christian Daniel Suppléant : Christian Nicolas | RPR     | 2 avril 1993 | 21 avril 1997 |      |
| 2e circonscription  | Charles Josselin Suppléant : Jean Gaubert      | PS      | 2 avril 1993 | 21 avril 1997 |      |
| 3e circonscription  | Marc Le Fur Suppléant : Pierre Étienne         | RPR     | 2 avril 1993 | 21 avril 1997 |      |
| 4e circonscription  | Daniel Pennec Suppléant : Pierre Le Gouez      | app.RPR | 2 avril 1993 | 21 avril 1997 |      |
| 5e circonscription  | Yvon Bonnot Suppléant : Jean-Claude Vitel      | UDF     | 2 avril 1993 | 21 avril 1997 |      |

### XIelégislature(1997-2002)

Couleur politique des députés élus en 1997.

| Circonscription     | Identité                                                       | Parti | À partir du    | Jusqu'au       | Note |
| ------------------- | -------------------------------------------------------------- | ----- | -------------- | -------------- | ---- |
| 1re circonscription | Danielle Bousquet (suppléant : Michel Lesage)                  | PS    | 1er juin 1997  | 18 juin 2002   |      |
| 2e circonscription  | Charles Josselin (suppléant : Jean Gaubert)                    | PS    | 1er juin 1997  | 4 juillet 1997 | Gvt  |
| 2e circonscription  | Jean Gaubert                                                   | PS    | 5 juillet 1997 | 18 juin 2002   |      |
| 3e circonscription  | Didier Chouat (suppléante : Georgette Bréard)                  | PS    | 1er juin 1997  | 18 juin 2002   |      |
| 4e circonscription  | Félix Leyzour (suppléant : Christian Le Verge, décédé en 2001) | PCF   | 1er juin 1997  | 18 juin 2002   |      |
| 5e circonscription  | Alain Gouriou (suppléante : Paulette Kapry)                    | PS    | 1er juin 1997  | 18 juin 2002   |      |

### XIIelégislature(2002-2007)

Couleur politique des députés élus en 2002.

| Circonscription     | Identité                                      | Parti        | À partir du  | Jusqu'au     | Note |
| ------------------- | --------------------------------------------- | ------------ | ------------ | ------------ | ---- |
| 1re circonscription | Danielle Bousquet (suppléant : Michel Lesage) | PS           | 19 juin 2002 | 19 juin 2007 |      |
| 2e circonscription  | Jean Gaubert (suppléante : Béatrice Jeusset)  | PS           | 19 juin 2002 | 19 juin 2007 |      |
| 3e circonscription  | Marc Le Fur (suppléant : Jean-Luc Guymard)    | RPR puis UMP | 19 juin 2002 | 19 juin 2007 |      |
| 4e circonscription  | Marie-Renée Oget (suppléant : Thierry Burlot) | PS           | 19 juin 2002 | 19 juin 2007 |      |
| 5e circonscription  | Alain Gouriou (suppléant : Yves Le Roux)      | PS           | 19 juin 2002 | 19 juin 2007 |      |

### XIIIelégislature(2007-2012)

Couleur politique des députés élus en 2007.

| Circonscription     | Identité                                      | Parti | À partir du  | Jusqu'au     | Note |
| ------------------- | --------------------------------------------- | ----- | ------------ | ------------ | ---- |
| 1re circonscription | Danielle Bousquet (suppléant : Michel Lesage) | PS    | 20 juin 2007 | 19 juin 2012 |      |
| 2e circonscription  | Jean Gaubert (suppléante : Viviane Le Dissez) | PS    | 20 juin 2007 | 19 juin 2012 |      |
| 3e circonscription  | Marc Le Fur (suppléant : Jean-Luc Guymard)    | UMP   | 20 juin 2007 | 19 juin 2012 |      |
| 4e circonscription  | Marie-Renée Oget (suppléant : Yannick Botrel) | PS    | 20 juin 2007 | 19 juin 2012 |      |
| 5e circonscription  | Corinne Erhel (suppléant : Alain Le Guyader)  | PS    | 20 juin 2007 | 19 juin 2012 |      |

### XIVelégislature(2012-2017)

Couleur politique des députés élus en 2012.

| Circonscription     | Identité                                        | Parti | À partir du  | Jusqu'au     | Note                                                              |
| ------------------- | ----------------------------------------------- | ----- | ------------ | ------------ | ----------------------------------------------------------------- |
| 1re circonscription | Michel Lesage (suppléante : Monique Lucas)      | PS    | 20 juin 2012 | 20 juin 2017 |                                                                   |
| 2e circonscription  | Viviane Le Dissez (suppléant : Raymond Armange) | PS    | 20 juin 2012 | 20 juin 2017 |                                                                   |
| 3e circonscription  | Marc Le Fur                                     | UMP   | 20 juin 2012 | 20 juin 2017 |                                                                   |
| 4e circonscription  | Annie Le Houérou                                | DVG   | 20 juin 2012 | 20 juin 2017 |                                                                   |
| 5e circonscription  | Corinne Erhel (suppléant : Éric Bothorel)       | PS    | 20 juin 2012 | 20 juin 2017 | Remplacée le 6 mai 2017 par Éric Bothorel à la suite de son décès |

### XVelégislature(2017-2022)

Couleur politique des députés élus en 2017.

| Circonscription     | Identité                                                | Parti | À partir du  | Jusqu'au     | Note |
| ------------------- | ------------------------------------------------------- | ----- | ------------ | ------------ | ---- |
| 1re circonscription | Bruno Joncour (suppléante : Héloïse Casas)              | MoDem | 21 juin 2017 | 21 juin 2022 |      |
| 2e circonscription  | Hervé Berville (suppléante : Françoise Després)         | REM   | 21 juin 2017 | 21 juin 2022 |      |
| 3e circonscription  | Marc Le Fur (suppléant : Stéphane de Sallier-Dupin)     | LR    | 21 juin 2017 | 21 juin 2022 |      |
| 4e circonscription  | Yannick Kerlogot (suppléante : Marie-Françoise Droniou) | REM   | 21 juin 2017 | 21 juin 2022 |      |
| 5e circonscription  | Éric Bothorel (suppléante : Katell Le Gall)             | REM   | 21 juin 2017 | 21 juin 2022 |      |

### XVIelégislature(2022-2024)

Couleur politique des députés élus en 2022.

| Circonscription     | Identité                                            | Parti | À partir du    | Jusqu'au       | Note                   |
| ------------------- | --------------------------------------------------- | ----- | -------------- | -------------- | ---------------------- |
| 1re circonscription | Mickaël Cosson (suppléante : Sandrine Moy)          | MoDem | 22 juin 2022   | 9 juin 2024    |                        |
| 2e circonscription  | Hervé Berville (suppléante : Chantal Bouloux)       | LREM  | 22 juin 2022   | 4 juillet 2022 | Nommé au gouvernement. |
| 2e circonscription  | Chantal Bouloux                                     | LREM  | 5 juillet 2022 | 9 juin 2024    |                        |
| 3e circonscription  | Marc Le Fur (suppléant : Stéphane de Sallier-Dupin) | LR    | 22 juin 2022   | 9 juin 2024    |                        |
| 4e circonscription  | Murielle Lepvraud (suppléant : Tangui Kazumba)      | LFI   | 22 juin 2022   | 9 juin 2024    |                        |
| 5e circonscription  | Éric Bothorel (suppléante : Katell Le Gall)         | LREM  | 22 juin 2022   | 9 juin 2024    |                        |

### XVIIelégislature(2024-)

Couleur politique des députés élus en 2024.

| Circonscription     | Identité                                                | Parti | À partir du     | Jusqu'au | Note |
| ------------------- | ------------------------------------------------------- | ----- | --------------- | -------- | ---- |
| 1re circonscription | Mickaël Cosson (suppléante : Jeanne-Noëlle Lamour)      | MoDem | 18 juillet 2024 |          |      |
| 2e circonscription  | Hervé Berville (suppléante : Chantal Bouloux)           | RE    | 18 juillet 2024 |          |      |
| 3e circonscription  | Corentin Le Fur (suppléant : Stéphane de Sallier-Dupin) | LR    | 18 juillet 2024 |          |      |
| 4e circonscription  | Murielle Lepvraud (suppléant : Tangui Kazumba)          | LFI   | 18 juillet 2024 |          |      |
| 5e circonscription  | Éric Bothorel (suppléante : Katell Le Gall)             | RE    | 18 juillet 2024 |          |      |

## Sources
- « Tous les députés du département des Côtes-du-Nord et des Côtes-d’Armor depuis 1789 », sur assemblee-nationale.fr, site de l'Assemblée nationale française (consulté le 25 novembre 2009)
- « Notices et portraits des députés de la Ve république », sur assemblee-nationale.fr, site de l'Assemblée nationale française (consulté le 25 novembre 2009)